# Wasserturm (Ħamrun)

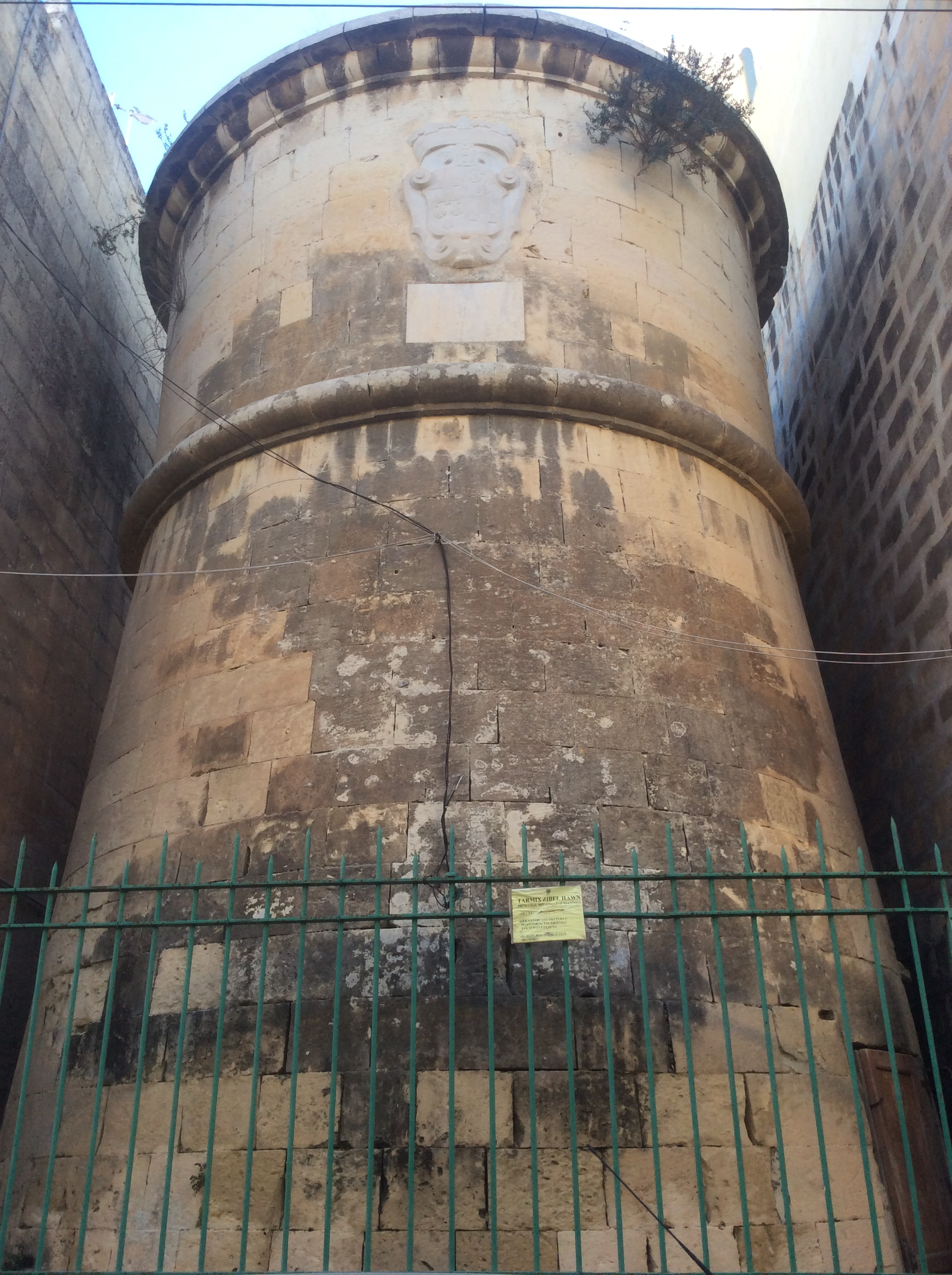
Monument tat-Tromba

Der Wasserturm von Ħamrun (englisch Round Water Tower, maltesisch Monument tat-Tromba) ist ein Wasserturm in Malta. Er wurde 1610 unter dem Großmeister Alof de Wignacourt als Teil des Wignacourt-Aquädukts erbaut. Seit 2011 ist der Turm im National Inventory of the Cultural Property of the Maltese Islands unter der Inventarnummer 8 eingetragen.

## Lage
Der Wasserturm befindet sich in der Stadt Ħamrun auf der Hauptinsel Malta. Die Adresse wird angegeben als Triq San Gejtanu, Ħamrun, Malta. Er steht etwas versteckt zwischen modernen Häusern.

## Architektur
Der zylindrische Baukörper trägt im oberen Bereich das Wappen Wignacourts und eine Tafel mit einer Inschrift. Diese lautet: “VT SPIRITVS IN AQVIS SIC SPIRITVS AB AQVIS. BONTADINO DE BONTADINIS BONON AQUEDUCTORE MDCX”.

## Geschichte
Der vom Ingenieur Bontadino de Bontadini nach römischem Vorbild konstruierte Aquädukt versorgte die Hafenstadt Valletta mit Trinkwasser, das zuvor mit Karren dorthin gebracht werden musste. Im späten 18. Jahrhundert wurde der Aquädukt unter dem Großmeister Emmanuel de Rohan-Polduc nochmals verstärkt.

## Funktion
Als Teil des Wignacourt-Aquädukts leitete der Turm das aus Attard nach Ħamrun fließende Wasser des Aquädukts durch eine unterirdische Leitung nach Valletta weiter. Der Turm diente dabei als Inspektionsstelle, im offenen Wasserbehälter konnte die Qualität des Wassers beobachtet werden. Ähnliche Türme waren der Wignacourt Tower in Santa Venera und der Tower of St. Joseph in Floriana.